# Мухаммад Шах Фірдаус Сахром
Мухаммад Шах Фірдаус бін Сахром (малай. Muhammad Shah Firdaus bin Sahrom; нар. 26 листопада 1995) — малайзійський професійний велогонщик. Він брав участь у спринті серед чоловіків на чемпіонаті світу з трекових велоперегонів 2018 року, де посів 34-те місце з 35 учасників. На Олімпійських ігор у Токіо 2020 року Мухаммад Шах брав участь у велогонках спринт і кейрін. На Іграх Співдружності 2022 року він брав участь у гонці кейрін, де виграв бронзову медаль, і в спринті. Мухаммад Шах брав участь у паризькій Олімпіаді 2024 року, де у фіналі кейріна посів шосте місце.

## Біографія
Мухаммад Шах Фірдаус Сахром народився в місті Муар у штаті Джохор. Його родина походить із Кампунг-Паріт-Сетонгкат.

## Спортивна кар'єра
Мухаммад Шах брав участь у спринті серед чоловіків на чемпіонаті світу з трекових велоперегонів 2018 року, де посів 34-те місце з 35 учасників. Він брав участь як у спринті, так і в кейріні. Мухаммад Шах виграв відкритий чемпіонат Австралії з треку 2021 року в кейріні, де переміг свого співвітчизника Азізулхасні Аванга. Він брав участь в Іграх Співдружності 2022 року в кейріні, де виграв бронзову медаль, і в спринті. Мухаммад Шах брав участь у паризькій Олімпіаді 2024 року, де у фіналі кейріна посів шосте місце.